# Amir Gilboa

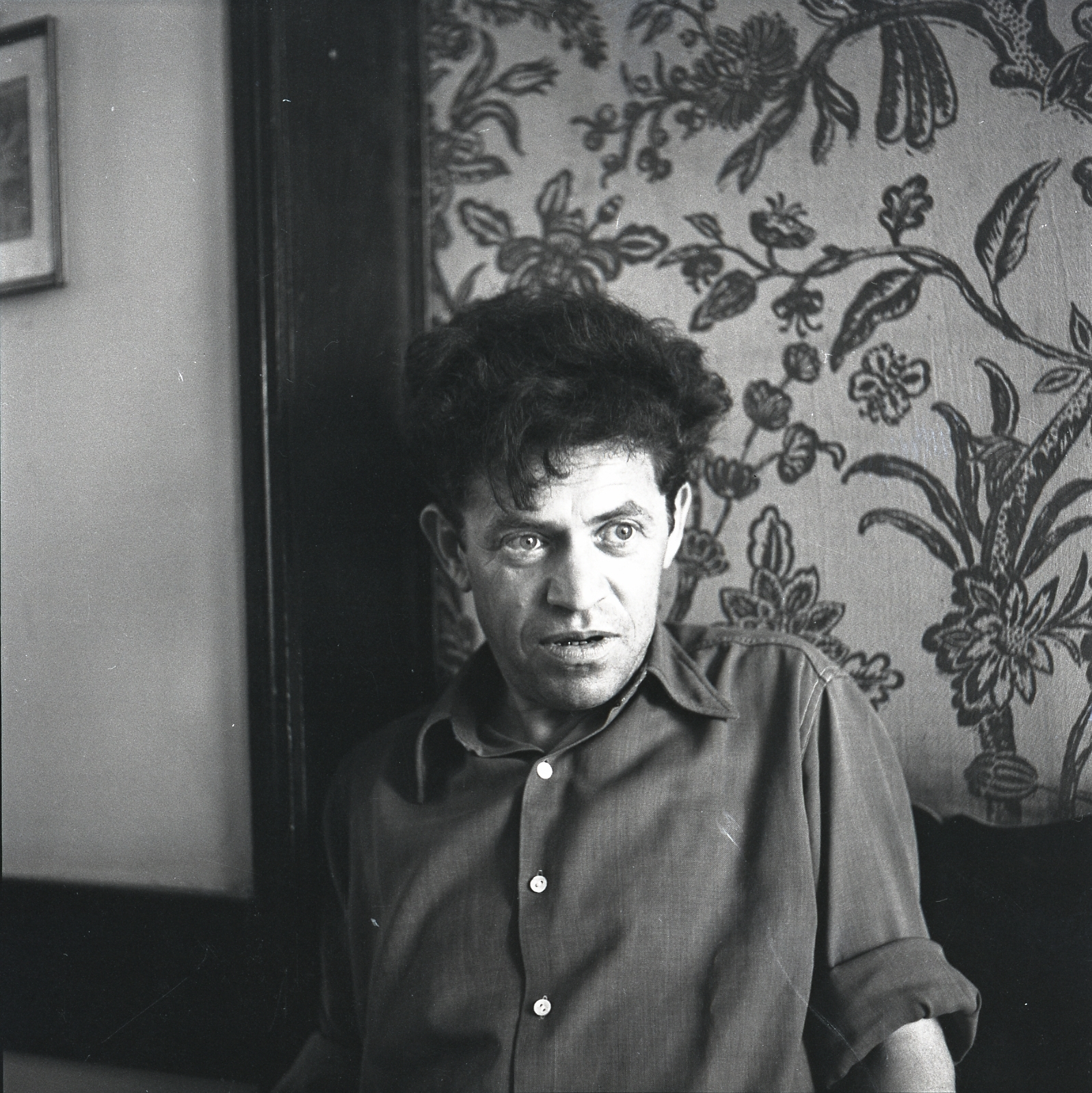
Amir Gilboa, 1953

Amir Gilboa (* 25. September 1917 in Radywyliw, Wolhynien, Russland; † 2. September 1984 in Tel Aviv) war ein israelischer Dichter. Gilboa war einer der wichtigsten Poeten der 1948er-Generation (auch: Palmach-Generation). Von anderen unterschied er sich durch einen ganz eigenen Stil und Sprachexperimente. Seite Gedichte behandeln oft romantische Themen und solche aus der Bibel oder der Kabbala.

## Leben
Gilboa wurde als Berl Feldmann in der Familie eines jüdischen Schneiders geboren. Er war das mittlere Kind und hatte sechs Geschwister, zwei Brüder und vier Schwestern.
Seit früher Jugend wurde Feldmann von Literatur angezogen und schreib selbst auf Jiddisch und Hebräisch. Er besuchte eine traditionell jüdische Cheder-Schule, dann das jüdische Gymnasium Tarbut seiner Heimatstadt. Wichtig war für ihn in dieser Zeit besonders der Literaturlehrer David Schneider. Seit der Kindheit war er in Organisationen aktiv und beim zionistischen und sozialistischen Hashomer Hatzair, dann bei Hehalutz Hatzair. Im Jahre 1933 beschloss er, anders als die Geschwister, nicht in das Bekleidungswesen einzusteigen. Hingegen war er in den Lagern von Luzk (Klossowa), Werba und Bendin, um sich für den Farmerberuf und als Steinbrucharbeiter vorzubereiten, alles in Hinblick auf eine Auswanderung nach Palästina.
Die Emigration erfolgte dann 1937 und es fand eine Namensänderung statt: der neue, hebräische Name wurde Amir Gilboa. Wie noch in Europa geplant, arbeitete er in Orangenhainen, im Straßenbau und im Steinbruch. Schließlich wurde er im Kibbuz Givat Hashloshá ansässig. Ab 1942 diente er als Soldat in einer Transporteinheit der 8. Armee und in der Jüdischen Brigade der Britischen Armee. Mit ihr nahm er am Zweiten Weltkrieg teil. Er war in Kämpfen in Afrika, bei der Landung in Italien und bei der Befreiung der Niederlande dabei. Gilboa engagierte sich weiters im Organisieren illegaler Einwanderung von Juden nach Palästina. Seine in der Ukraine verbliebene Familie war 1942 im Holocaust am Vorabend des Festes Simchat Thora ermordet worden.
Gilboa nahm 1948/49 am Israelischen Unabhängigkeitskrieg teil.

## Schriftstellerisches Wirken
Im Jahre 1941 publizierte er seine ersten Gedichte auf Hebräisch in der Literaturzeitschrift Dapey Sifrut, die vom Dichter Avraham Shlonski redigiert wurde. 1949 kam der Gedichtband Sheva reshuyot heraus, der von seinen Kriegserfahrungen erzählte. Zwischen 1955 und dem Rentenantritt 1980 arbeitete er beim Massada-Verlag in Tel Aviv. Sein gesamten Werke kamen 1963 zum ersten Mal auf den Markt.
1983 erlitt er einen Herzinfarkt. Nach einer Herzoperation starb er schließlich 1984 an Herzinsuffizienz im Beilinson-Spital in Petah Tikva. Zwei Wochen vor seinem Tod beendete er den letzten Versband von Hakol holekh.

## Werke
Gedichtsammlungen:
- אילה אשלח אותך, 1973. Ajala eschlach otach (Die Gazelle, die ich dir sende)
- כחולים ואדומים, 1963. (Rot und blau)
- מבחר שירים, 1962. (Ausgewählte Verse; zusammengestellt von Dan Zalka)
- לאות, שירים, 1942. (Im Zeichen)
- 1953  שירים בבוקר- בבוקר  Shirim baboker - baboker
- קטף שירים מכאן ומכאן, שירים, 1979.Ktaf shirim mi-kan u-mi-kan (Gedichte von hier und dort)
- רציתי לכתוב שפתי ישנים, 1968. (Ratziti lichtov siftei jeschenim) (Ich wollte die Lippen der Schlafenden beschreiben)
- הכל הולך, 1984 (Alles geht gut)
- כל השירים, 1994. (Alle Verse)

Gedichte für Kinder:
- איש המים של גילי (Isch ha-majim schel Gili; Der Gili-Wasser-Mann)

## Auszeichnungen
- 1961: Shlonski-Preis
- 1964: Ussishkin-Preis
- 1969: Preis des Premierministers für Kreativität
- 1970: Brenner-Preis
- 1971: Bialik-Preis für hebräische Literatur.
- 1977: Dov-Chomski-Preis
- 1980: Fichmann-Preis
- 1982: Israel-Preis, für hebräische Poesie.
- 1984 (post mortem) Bilha und Israel Newman-Preis vonseiten der Universität von New York